# Harttia depressa
Harttia depressa, conhecido como acari-cachimbo, é um peixe sul-americano da ordem siluriforme e família Loricariidae (cascudo, caximbau, acari, bodó), do gênero Hemiodontichthys.